# Oxythyrea cinctella
Oxythyrea cinctella är en skalbaggsart som beskrevs av Hermann Rudolph Schaum 1841. Oxythyrea cinctella ingår i släktet Oxythyrea och familjen Cetoniidae. Utöver nominatformen finns också underarten O. c. taftanensis.

## Bildgalleri

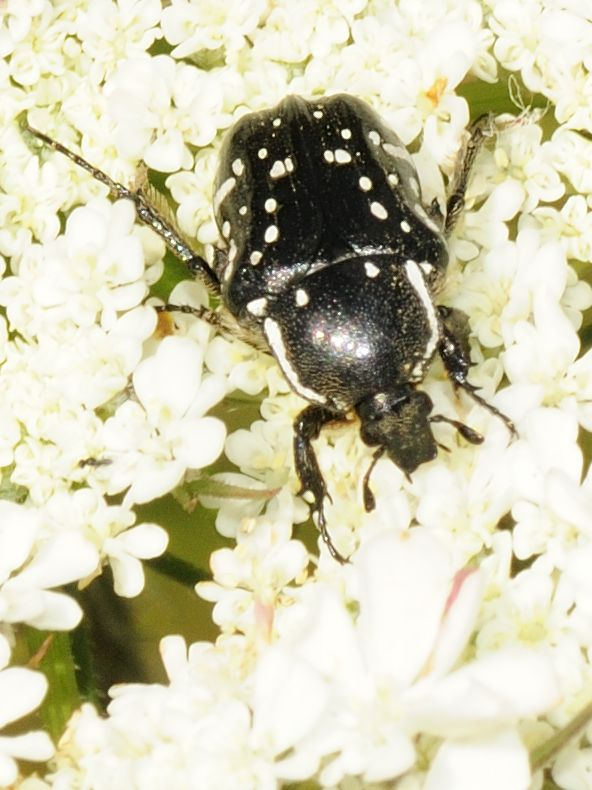
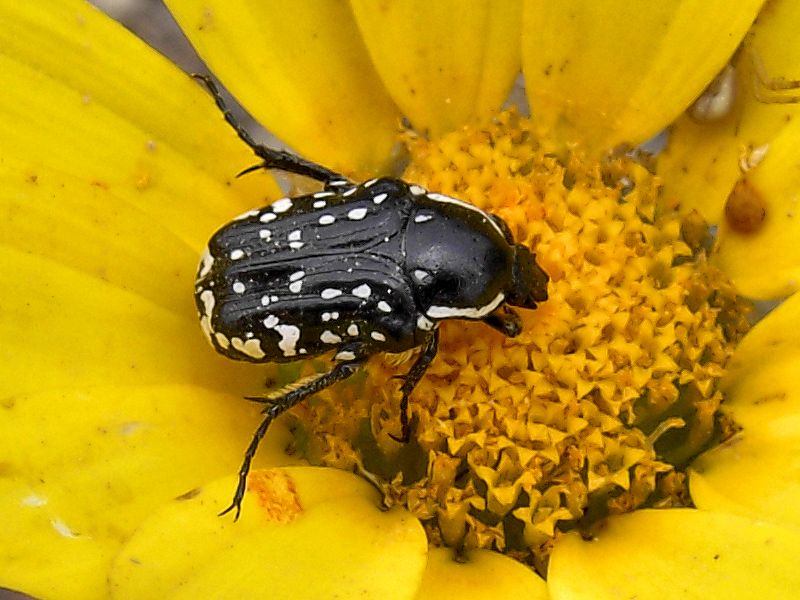